# Сил-Бич
Сил-Бич (англ. Seal Beach) — прибрежный город в западном углу округа Ориндж в штате Калифорния в Соединённых Штатах Америки.
Согласно данным переписи населения США 2020 года число жителей города 
составляло 25 242 человека, что, для такого небольшого населённого пункта, существенно больше (+ 4.4%), чем было во время предыдущей переписи проводившейся в 2010 году (24 168 человек).

## История
После своей закладки город развивался довольно неспешно, но во времена сухого закона в США ситуация резко изменилась. После 1920 года город на границе округа с множеством заливов для разгрузки контрабандного спиртного стал популярным местом для торговцев ромом, а затем и для азартных игроков. С 1928 по 1939 год только на Мейн-стрит было шесть игорных заведений. 

Сёрфингисты в Сил-Бич

12 октября 2011 года в местной парикмахерской «Salon Meritage» произошло ужасное событие, которое позднее в официальном пресс-релизе Департамента полиции Сил-Бич было названо «величайшей трагедией в истории нашего города» (the biggest tragedy in the history of our city).
Во время Второй мировой войны Военно-морские силы США значительную территорию для строительства военно-морской базы для погрузки, разгрузки и хранения боеприпасов для Тихоокеанского флота ВМС США. Это дало тысячи новых рабочих мест, что привело к значительному росту населения, которое с 1940 по 1950 год увеличилось на 128.8%.
В городе очень популярен сёрфинг.

## География
На северо-западе, прямо через границу с округом Лос-Анджелес, находится город Лонг-Бич и прилегающий Сан-Педро. На юго-востоке находятся Хантингтон-Харбор, район Хантингтон-Бич, и Сансет-Бич, также являющийся частью Хантингтон-Бич. На востоке находятся город Уэстминстер и Гарден-Гров. На севере расположено некорпоративное сообщество Россмур и город Лос-Аламитос. Тихий океан находится к западу от Сил-Бич.
Согласно данным Бюро переписи населения США, общая площадь города составляет 13 квадратных миль (34 км2). Из них 11,3 квадратных мили (29 км2) — это суша, а 1,8 квадратных мили (4,7 км или 13,45%) занимает водная поверхность.
Большая часть площади города отведена под военно-морскую базу Сил-Бич.